# 8299 Téaleoni
A 8299 Tealeoni (ideiglenes jelöléssel 1993 TP24) a Naprendszer kisbolygóövében található aszteroida. Eric Walter Elst fedezte fel 1993. október 9-én.
Nevét Téa Leoni (1966) amerikai színésznő után kapta.